# На новий рубіж (Доктор Хаус)
«На новий рубіж» (англ. Moving the Chains)  — дванадцята серія шостого сезону американського телесеріалу «Доктор Хаус». Прем'єра епізоду проходила на каналі FOX 1 лютого 2010. Доктор Хаус і його нова команда мають врятувати хлопця, який дуже сильно любить свою маму та регбі.

## Сюжет
Під час тренерувань з регбі Деріл починає бити шоломом себе об голову. Форман вирішує, що постійні травми голови викликали пошкодження гіпофізу. Хаус наказує зробити МРТ голови. Ушкодження гіпофізу немає, тому Хаус наказує очистити організм хлопця від стероїдів. Через деякий час у пацієнта виникає тахікардія, що свідчить про те, що не стероїди погіршили стан здоров'я. Маркус, брат Формана, виходить з в'язниці. Проте Форман його недолюблює і намагається уникати. Хаус вирішує найняти Маркуса своїм асистентом, щоб той розповідав різні випадки з життя Формана.
Команда робить ЕКГ і перевіряє щитоподібну залозу. Маркус надихає Хауса і той пропонує версію з гіпертрофічною кардіоміопатією. Хаус наказує поставити пацієнта на бігову доріжку, щоб викликати зупинку серця і підтвердити діагноз. Проте зупинки серця не виникає, а у Деріла починає білішати шкіра. Хаус наказує поставити пацієнту етанолову крапельницю. Якщо виникне свербіж — лімфома, і хлопцю потрібно видаляти селезінку, якщо зникне пульс — хвороба Такаясу, і потрібно почати лікування стероїдами. У Деріала починається сверблячка і Форман записує його на операцію із видалення селезінки. Під час операції Чейз розуміє, що у хлопця не лімфома, а інфекція у печінці. Тауб вважає, що у нього вірусний гепатит і Хаус наказує перевірити кров. Під час взяття аналізу крові, вона запеклася прямо у пробірці. Форман думає, що у нього кріоглобулінемія. Хаус наказує почати лікування.
З розмови з Маркусом Хаус дізнається, що їхня мати померла, хоча Форман про це нікому не сказав. Пацієнту стає краще, тому він вирішує виписатись, щоб потрапити на важливу гру. Форман йде з ним, перед початком гри у Деріла зникає зір. Хлопця знову відвозять у лікарню і Форман зізнається, що дав йому препарат, який тимчасово погіршує зір. Невдовзі зір з'являється, Хаус розуміє, що пацієнт схуд на 2 кг, хоч мав схуднути на 5 кг. Чейз вважає, що у нього паранеопластичний синдром. Тіло виробляє антитіла для боротьби з раком, отже команда перевіряє пацієнта на всі види раку. Аналізи нічого не показали, а у пацієнта почали відмовляти нирки. Хаус розуміє, що у пацієнта меланома, а через чорну шкіру і велику кількість шрамів, команда не помітила пошкодження. Хаус знаходить уражену ділянку і Чейз проводить операцію.